# Santiago Open 1976
Il Santiago Open 1976 è stato un torneo di tennis giocato sulla terra rossa. È stata la 1ª edizione del Santiago Open che fa del Commercial Union Assurance Grand Prix 1976. Si è giocato a Santiago in Cile dal 4 al 10 dicembre 1976.

## Campioni

### Singolare
José Higueras ha battuto in finale  Carlos Kirmayr con il punteggio di 5–7, 6–4, 6–4

### Doppio
Patricio Cornejo /  Hans Gildemeister hanno battuto in finale  Lito Álvarez /  Belus Prajoux con il punteggio di 6–3, 7–6